# 93
93 је била проста година.

## Догађаји
- Цар Домицијан покреће прогон хришћана.
- Плиније Млађи је именован за претора.

## Смрти
- 23. август — Гнеј Јулије Агрикола, римски генерал и гувернер (р. 40)